# Cerrito (Santa Maria)
Cerrito é um bairro do distrito da sede, no município gaúcho de Santa Maria, Brasil. Localiza-se na região leste da cidade.
O bairro Cerrito possui uma área de 4,7427 km² que equivale a 3,89% do distrito da Sede que é de 121,84 km² e  0,2647% do município de Santa Maria que é de 1791,65 km².

## História
O nome do bairro é em homenagem a um histórico morro que existe no local, próximo à área central do município.
O bairro já existia em 1986, porém, não se pode fazer uma comparação com o atual bairro pois aquele se trata atualmente (desde 2006) de uma área vizinha a este, em outras palavras, O Cerrito de 1986 deu origem ao atual Diácono João Luiz Pozzobon, e, o que é o bairro Cerrito hoje surgiu do desmembramento de áreas do km 3 e do Tomazetti, além de áreas até então chamada de sem-bairro.

## Limites
Limita-se com os bairros: Dom Antônio Reis, João Luiz Pozzobon, Km 3, Nossa Senhora das Dores, Nossa Senhora de Lourdes, Nossa Senhora Medianeira, São José, Tomazetti.
Descrição dos limites do bairro: A delimitação inicia na projeção do eixo da Rua Padre Landell de Moura no eixo da Rodovia BR-158, segue-se a partir daí pela seguinte delimitação: eixo da Rodovia BR-158, no sentido nordeste, contornando para leste; eixo da Avenida Prefeito Evandro Behr, no sentido leste; eixo da Rua Men de Sá, no sentido sul; limites oeste e sudoeste do Loteamento Parque do Sol, nos sentidos sul  e sudeste; eixo da Estrada Vicinal Padre Gabriel Bolzan, no sentido oeste, em linhas quebradas, até encontrar a Estrada Vicinal Alameda Sibipiruna; eixo do corredor que liga esta última Estrada com a Rodovia RST-287, ao ponto de prolongamento da Rua Adão Comasseto; eixo da Rodovia RST-287, no sentido oeste; eixo da Rua José Barachini, no sentido sul; leito da sanga afluente do Arroio das Tropas, que passa na divisa oeste do Loteamento Jardim Berleze, no sentido a jusante; linha de divisa norte da Sede Campestre do Clube Dores e seu prolongamento, até encontrar a sanga afluente do Arroio Cadena; por esta sanga, no sentido a jusante, limitando ao noroeste o Loteamento Parque Dom Antônio Reis; divisa nordeste do Loteamento Parque Dom Antônio Reis, no sentido noroeste, excluindo a área de propriedade do Seminário São José; eixo da continuação da Rua Padre Landell de Moura e seu prolongamento até alcançar o eixo da Rodovia BR-158, início desta demarcação.

## Unidades residenciais
O bairro Cerrito, pertencente ao distrito da Sede, é uma unidade de vizinhança que contém as seguintes unidades residenciais:
| # | Unidade residencial    | Localização                       | Limites | Obs.       |
| - | ---------------------- | --------------------------------- | --- | ---------- |
| 1 | Cerrito                |                                   | Toda a área do perímetro do bairro Cerrito sem denominação específica. |            |
| 2 | Cerrito Dois           | 29° 41' 59.87" S 53° 46' 57.85" O | A unidade residencial urbana cujos lotes confrontam para Estrada Vicinal Alameda Sibipiruna e a Rua Alameda Timbaúva, no Morro Cerrito. | [ Obs. 1 ] |
| 3 | Fósseis da Alemoa      | 29° 41' 50.40" S 53° 46' 25.11" O | A unidade urbana não residencial instituída pela legislação vigente por Área Especial de Preservação, que se localiza entre a Avenida Prefeito Evandro Behr, Parque do Sol e Estrada Vicinal Gabriel Bolzan.                                                                            |            |
| 4 | Morro do Cerrito       | 29° 42' 09.77" S 53° 47' 03.03" O | A unidade urbana não residencial instituída pela legislação vigente por Área Especial de Preservação, que se localiza a sudeste da Rodovia BR-158, na porção compreendida entre a Rodovia BR-287 e Estrada Vicinal Alameda Sibipira, a partir da curva de nível 200 metros de altitude. |            |
| 5 | Morro Mariano da Rocha | 29° 42' 41.00" S 53° 47' 39.86" O | O espaço urbano, não residencial, instituído pela legislação vigente por Área Especial de Preservação, na porção compreendida entre a BR-158, Estrada Vicinal Pedro Parcianello e Seminário São José, a partir da curva de nível 150 metros de altitude.                                |            |
| 6 | Vila Floresta          | 29° 41' 54.90" S 53° 46' 44.23" O | A unidade residencial urbana com acesso pela Rodovia BR-158, cujos lotes confrontam com o prolongamento da Rua Nézio Beltrame, flanco do Morro Cerrito. | [ Obs. 2 ] |

1. ↑  O acesso principal se dá pela BR-158.
2. ↑  O acesso se dá pela BR-158.

## Demografia

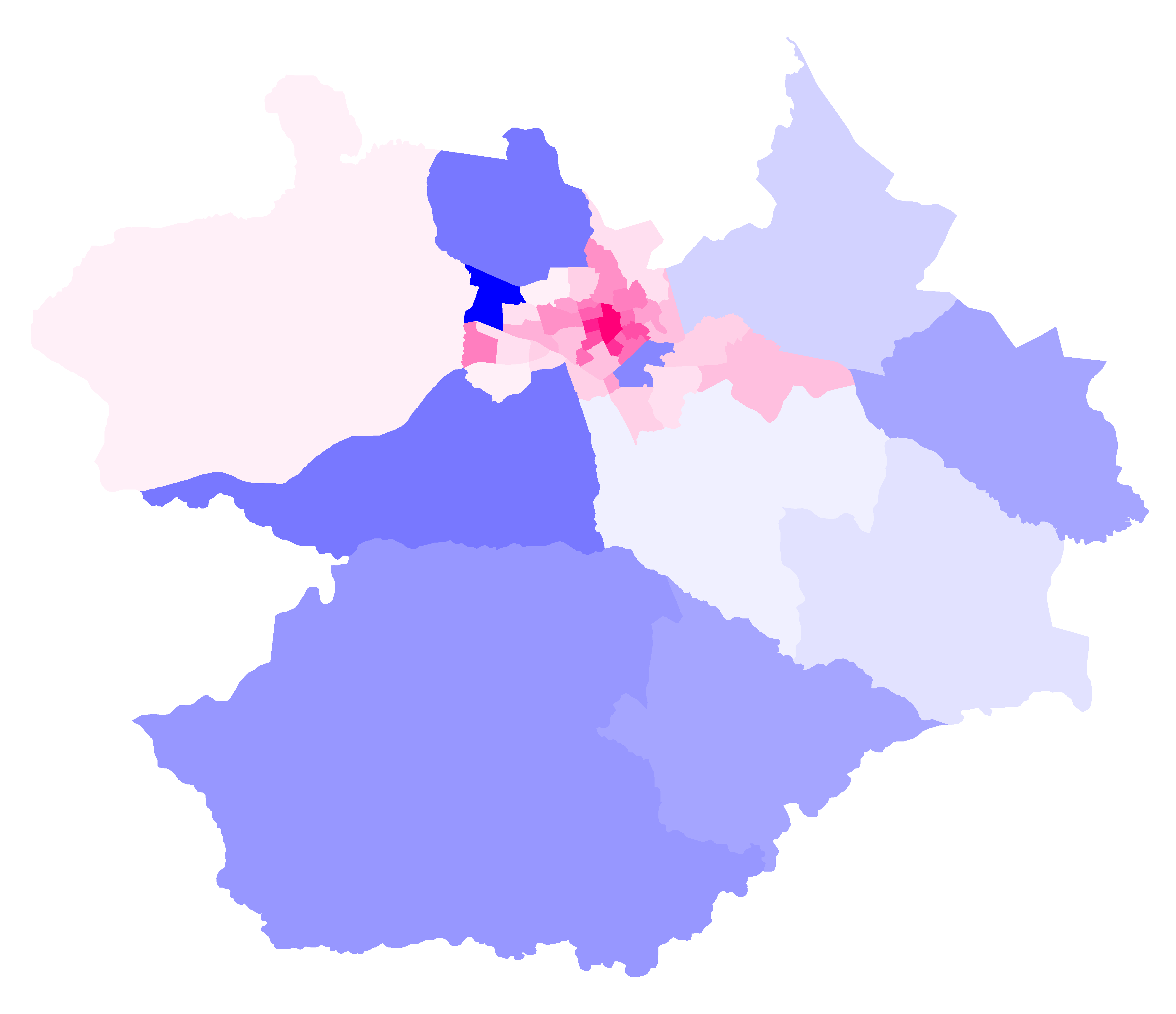
Mapa do município de Santa Maria com as divisões em bairros. Em escalas de azul os bairros com predominância masculina e em escalas de rosa os bairros com predominância feminina. Observa-se que quanto melhor a infraestrutura e o acesso a ela mais convidativo o bairro é para a população feminina. E, reciprocamente, podemos reconhecer os bairros com melhor infraestrutura observando onde a população feminina está concentrada.

Segundo o censo demográfico de 2010, Cerrito é, dentre os 50 bairros oficiais de Santa Maria:
- Um dos 41 bairros do distrito da Sede.
- O 43º bairro mais populoso.
- O 16º bairro em extensão territorial.
- O 40º bairro mais povoado (população/área).
- O 41º bairro em percentual de população na terceira idade (com 60 anos ou mais).
- O 31º bairro em percentual de população na idade adulta (entre 18 e 59 anos).
- O 7º bairro em percentual de população na menoridade (com menos de 18 anos).
- Um dos 11 bairros com predominância de população masculina.
- Um dos 30 bairros que não contabilizaram moradores com 100 anos ou mais.

Distribuição populacional do bairro
1. Total: 1127 (100%)
  1. Urbana: 1127 (100%)
  2. Rural: 0 (0%)
2. Homens: 603 (53,5%)
  1. Urbana: 603 (100%)
  2. Rural: 0 (0%)
3. Mulheres: 524 (46,5%)
  1. Urbana: 524 (100%)
  2. Rural: 0 (0%)